# (57) Mnemósine
(57) Mnemósine es un asteroide que forma parte del cinturón de asteroides y fue descubierto por Karl Theodor Robert Luther desde el observatorio de Düsseldorf-Bilk, Alemania, el 22 de septiembre de 1859.
Está nombrado por Mnemósine, un personaje de la mitología griega.

## Características orbitales
Mnemósine orbita a una distancia media de 3,152 ua del Sol, pudiendo acercarse hasta 2,791 ua. Tiene una inclinación orbital de 15,21° y una excentricidad de 0,1145. Emplea en complear una órbita alrededor del Sol 2044 días.